# Jean Van de Putte
Jean Van de Putte (Maldegem, 21 november 1828 – Brugge, 28 augustus 1872) was een Belgisch kunstschilder, gerekend als behorend tot de zogenaamde Brugse school.

## Levensloop
Hij kwam in Brugge wonen, eerst in de Ezelstraat, vervolgens in de Moerstraat. Hij woonde daarbij, als vrijgezel, in bij zijn zus en haar man, Louis Franck, bediende bij de spoorwegen.
Van de Putte haalde bestendige inspiratie voor zijn landschappen, zijn kastelen en oude hoeven, uit het hinterland tussen Brugge en Maldegem.
Onder zijn stadsgezichten bevindt zich het uit 1865 schilderij De Oude Beursplaats, met andere woorden een deel van de Vlamingstraat dat in 1866 werd gesloopt om er de nieuwe stadsschouwburg te bouwen. Op het schilderij komt het huis De Huzaar voor, de tabakswinkel van de gezusters Duvivier, die ruime bekendheid genoot, maar werd onteigend en het jaar daarop met andere huizen werd afgebroken. Het schilderij en het uithangbord 'De Huzaar' worden bewaard in het Volkskundemuseum.  
De lithograaf Daveluy gaf een album met 24 litho's uit van Van de Putte, met de titel Souvenirs de Voyage. Heel wat van zijn tekeningen en van zijn schilderijen bevinden zich in de collecties van het Brugse Groeningemuseum en van het Mu.ZEE in Oostende.